# Shomre Hadas
La Shomre Hadas o comunità israelita Shomré Hadat è la più grande delle tre congregazioni ebraiche ortodosse di Anversa ed è leggermente più moderna della congregazione caritatevole Machsike Hadas. Le parole Shomre Hadas (pronunciato Shomree Haddas) in ebraico (שומרי הדת) significa "Guardiani della fede". In ebraico standard è pronunciato come Shomree Hadat.
La principale sinagoga di Shomre Hadas fu costruita nel 1893 in Bouwmeestersstraat dagli architetti Joseph Hertogs (1861-1931) e Ernest Stordiau. Poiché è stato finanziato da immigrati dei Paesi Bassi, è anche nota come Sinagoga olandese. È stata aperta al pubblico giovedì 7 settembre 1893 ed è stata la prima grande sinagoga di Anversa.
Un'altra sinagoga di Shomre Hadas è la sinagoga di Romi Goldmuntz all'angolo tra Van den Nestlei e Oostenstraat. Fu costruito nel 1928.